# Francis Gonzalez
Francis Gonzalez (ur. 6 lutego 1952 w Bordeaux) – francuski lekkoatleta, średnio– i długodystansowiec, halowy mistrz Europy z 1973.
Odpadł w półfinale biegu na 800 metrów na mistrzostwach Europy juniorów w 1970 w Paryżu.
Zdobył brązowy medal w tej konkurencji na halowych mistrzostwach Europy w 1972 w Grenoble (wyprzedzili go jedynie Jozef Plachý z Czechosłowacji i Iwan Iwanow ze Związku Radzieckiego). Odpadł w eliminacjach biegu na 800 metrów na  igrzyskach olimpijskich w 1972 w Monachium.
Zwyciężył w biegu na 800 metrów na halowych mistrzostwach Europy w 1973 w Rotterdamie, przed Gerhardem Stolle z NRD i Plachym. Odpadł w eliminacjach biegu na 1500 metrów na halowych mistrzostwach Europy w 1975 w Katowicach, a na halowych mistrzostwach Europy w 1976 w Monachium zajął 6. miejsce w biegu na 800 metrów. Wystąpił w biegu na 1500 metrów na igrzyskach olimpijskich w 1976 w Montrealu, ale odpadł w półfinale.
Zajął 7. miejsce w biegu na 1500 metrów na halowych mistrzostwach Europy w 1977 w San Sebastián, a także na halowych mistrzostwach Europy w 1978 w Mediolanie. Zajął 10. miejsce w tej konkurencji na mistrzostwach Europy w 1978 w Pradze.
Zajął 7. miejsce w biegu na 3000 metrów na halowych mistrzostwach Europy w 1979 w Wiedniu oraz 4. miejsce na tym dystansie na halowych mistrzostwach Europy w 1981 w  Grenoble. Niu kończył biegu eliminacyjnego na 5000 metrów na mistrzostwach Europy w 1982 w Atenach. Zajął 6. miejsce w biegu na 3000 metrów na światowych igrzyskach halowych w 1985 w Paryżu.
Gonzalez był mistrzem Francji w biegu na 1500 metrów w latach 1975–1978 oraz w biegu na 5000 metrów w 1984, wicemistrzem w biegu na 800 metrów w 1972 i 1973, w biegu na 1500 metrów w 1979 i 1981 oraz w biegu przełajowym w 1981, a także brązowym medalistą w biegu na 800 metrów w 1971. W hali był mistrzem Francji w biegu na 800 metrów w 1972, 1973 i 1976 oraz w biegu na 1500 metrów w 1975, 1977 i 1978, a także wicemistrzem w biegu na 800 metrów w 1974.
18 czerwca 1979 w Sztokholmie ustanowił rekord Francji w biegu na 5000 metrów czasem 13:20,24.
Pozostałe rekordy życiowe Gonzaleza:
- bieg na 1500 metrów – 3:36,2 (6 lipca 1979, Paryż)
- bieg na milę – 3:53,02 (14 lipca 1981, Lozanna)